# Тибори-Вулька
Тибори-Вулька (пол. Tybory-Wólka) — село в Польщі, у гміні Високе-Мазовецьке Високомазовецького повіту Підляського воєводства.
Населення — 141 особа (2011).
У 1975-1998 роках село належало до Ломжинського воєводства.

## Демографія
Демографічна структура станом на 31 березня 2011 року:
|          | Загалом | Допрацездатний вік | Працездатний вік | Постпрацездатний вік |
| -------- | ------- | ------------------ | ---------------- | -------------------- |
| Чоловіки | 73      | 20                 | 41               | 12                   |
| Жінки    | 68      | 17                 | 31               | 20                   |
| Разом    | 141     | 37                 | 72               | 32                   |